# Satoshi Kajino
Satoshi Kajino (født 9. november 1965) er en tidligere japansk fodboldspiller.
Han har spillet for flere forskellige klubber i sin karriere, herunder Cerezo Osaka og Consadole Sapporo.